# Rondo 1
Rondo 1 je poslovni neboder koji je izgrađen u poljskoj metropoli Varšavi. Zgradu je dizajnirao američki arhitekt Larry Oltmanns kada je radio u londonskoj podružnici američkog arhitektonskog ureda Skidmore, Owings and Merrill. Taj ured je preuzeo posao dizajnerske arhitekture dok se izvršnom arhitekturom bavio ured Epstein Architecture. Arhitekt Oltmans je želio da njegovo djelo bude "simbol pozicije Varšave u globalnom demokratskom svijetu".
Izgradnja nebodera Rondo 1 je započela u proljeće 2003. a trajala je do 7. ožujka 2006. kada je službeno otvoren. Vrijednost cijelog projekta je iznosila 200 milijuna eura.
Osim za poslovni prostor kojem je Rondo 1 prvenstveno namijenjen, u zgradi postoje i kafići, restoran, vinarija, supermarket Carrefour, kemijska čistionica, salon za uljepšavanje i dr. Ispred Ronda 1 nalazi se i parkiralište s 490 parkirnih mjesta.
Zgrada je dizajnirana da dijelom bude energetski učinkovita tako da se 10% potreba za strujom dobiva iz energije vjetra.

## Vanjske poveznice
- Emoris.com
- Web stranica o zgradi Rondo 1
- Druga web stranica posvećena zgradi Rondo 1